# Rudolf von Buol-Berenberg

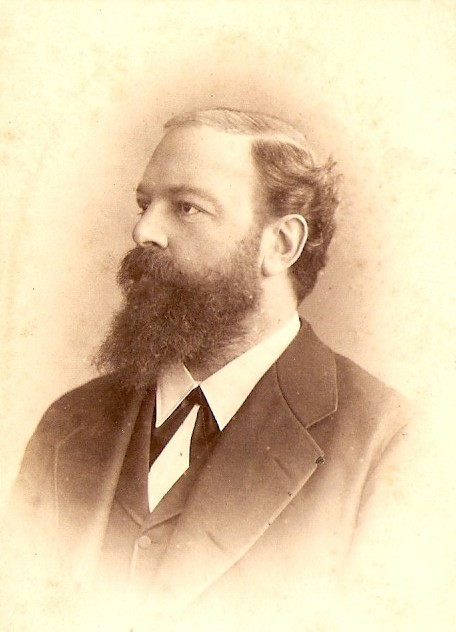
Rudolf von Buol-Berenberg

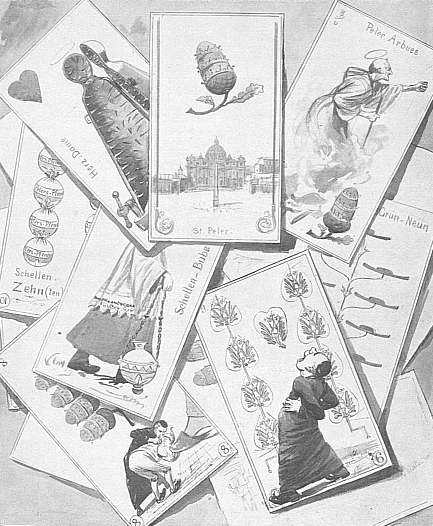
Katholisch ist Trumpf. Mit Buol-Berenberg wurde 1895 zum ersten Mal ein Zentrumsabgeordneter zum Reichstagspräsidenten gewählt. Satire des Magazins „Kladderadatsch“ (1895).

Rudolf Freiherr von Buol-Berenberg (* 24. Mai 1842 in Zizenhausen bei Stockach; † 4. Juli 1902 in Baden-Baden) war ein deutscher Politiker der Deutschen Zentrumspartei.
Von 1895 bis 1898 war er Präsident des Reichstages.

## Leben
Er entstammte einer der ältesten Familien Graubündens, einem der sogenannten Häuptergeschlechter des Freistaates der drei Bünde, Landammänner von Davos und Haupt des Zehngerichtenbundes seit 1527.
Als viertes von sechs Kindern eines Grundbesitzers – der Vater Rudolf Johann Freiherr von Buol-Berenberg (1809–1895), Grundherr der Herrschaft Mühlingen und ab 1840 Besitzer von Schloss Zizenhausen und die Mutter Bertha, geborene Baader – studierte Rudolf nach dem Besuch des Gymnasiums in Konstanz ab 1861 Rechtswissenschaft in München, an der Universität Freiburg sowie in Heidelberg. Im selben Jahr wurde er Mitglied der Corps Rhenania Freiburg und Franconia München.
1864 wurde Buol-Berenberg Rechtspraktikant am Amtsgericht Konstanz, 1866 Referendär-Assessor am Kreis- und Hofgericht Konstanz, und 1870 Amtsrichter in Mannheim. 1879 wurde er zum Landgerichtsrat in Mannheim und 1898 zum Oberlandesgerichtsrat in Karlsruhe ernannt.
Freiherr von Buol-Berenberg war Mitglied der 2. Badischen Kammer von 1881 bis 1897, und von 1891 bis 1894 sowie deren 1. Vizepräsident. Er war Reichstagsabgeordneter von 1884 bis 1898 und zwischen 1895 und 1898 Reichstagspräsident.
1890 war er Präsident des 37. Deutschen Katholikentags in Koblenz.

## Familie
1883 heiratete Buol-Berenberg die Tochter des Mitbegründers der deutschen Zentrumspartei, Karl Friedrich von Savigny, Elisabeth von Savigny (* 1856); gemeinsam hatten sie ein Mädchen (* 1886). Elisabeth starb fünf Monate vor ihrem schwerkranken Ehemann.
Rudolf Freiherr von Buol-Berenberg verstarb am 4. Juli 1902 im 61. Lebensjahr. Die Trauerfeier fand drei Tage später auf dem Friedhof in Baden-Baden statt, später wurde er im von Buol`schen Familiengrab bei der Pfarrkirche St. Martin in Mühlingen beigesetzt.